# 1986년 뉴욕 영화 비평가 협회상
제52회 뉴욕 영화 비평가 협회상은 1986년 영화를 대상으로 하는 시상식이다.

## 수상 및 후보

### 작품상
- 한나와 그 자매들

### 감독상
- 한나와 그 자매들 - 우디 앨런 수상

### 각본상
- 나의 아름다운 세탁소 - 하니프 쿠레이쉬 수상

### 여우주연상
- 크라임 오브 하트 - 씨씨 스페이식 수상

### 남우주연상
- 모나리자 - 봅 홉킨스 수상

### 여우조연상
- 한나와 그 자매들 - 다이앤 위스트 수상

### 남우조연상
- 나의 아름다운 세탁소 - 다니엘 데이 루이스 수상
- 전망 좋은 방 - 다니엘 데이 루이스 수상

### 촬영상
- 전망 좋은 방 - 토니 피어스 로버츠 수상

### 다큐멘터리상
- 마를린

### 외국영화상
- 미제국의 몰락